# Nøgledistribution
Nøgledistribution bruges ofte ved offentlig nøgle kryptering. Personen med den personlige nøgle skal være i stand til at verificere at den krypterede besked kommer fra en pålidelig kilde ellers er krypteringsformen ikke meget værd. Enhver tredjepart kunne jo misinformere personen.